# Bärnkopf

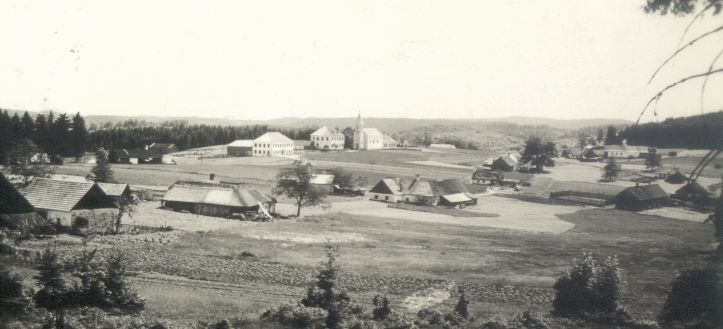
Historische afbeelding van Bärnkopf

Bärnkopf is een gemeente in de Oostenrijkse deelstaat Neder-Oostenrijk, gelegen in het district Zwettl. De gemeente heeft ongeveer 400 inwoners.

## Geografie
Bärnkopf heeft een oppervlakte van 47,62 km². Het ligt in het noordoosten van het land, ten noordwesten van de hoofdstad Wenen en ten zuiden van de grens met Tsjechië.
Allentsteig · Altmelon · Arbesbach · Bad Traunstein · Bärnkopf · Echsenbach · Göpfritz an der Wild · Grafenschlag · Groß Gerungs · Großgöttfritz · Gutenbrunn · Kirchschlag · Kottes-Purk · Langschlag · Martinsberg · Ottenschlag · Pölla · Rappottenstein · Sallingberg · Schönbach · Schwarzenau · Schweiggers · Waldhausen · Zwettl
- Gemeinsame Normdatei: 4798846-0
- Virtual International Authority File: 240562320